# Иаков Железноборовский
Иа́ков Железнобо́ровский (вторая половина XIV века — 11 апреля (юлианский календарь) / 24 апреля (григорианский календарь) 1442 года) — русский православный святой, преподобный.

## Житие
Преподобный Иаков Железноборовский приходился сыном боярину Аносову (Амосову), владевшему землями в Галиче Костромском. С юных лет, будучи устремлённым к Богу, пришёл в обитель Сергия Радонежского и принял от него постриг в монахи. Несколько лет он прожил в Сергиевом монастыре, а в 1392 году удалился в глухую местность, называвшуюся Железный Борок, на берег речки Тёбзы. Здесь Иаков стал известным своим святым образом жизни.
В 1415 году у великого московского князя Василия Дмитриевича случилось несчастье. Его супруга София Витовтовна (в последующем в схиме Синклитикия) тяжело заболела перед родами. Великий князь послал к Иакову Железноборовскому просить молитвенной помощи и сообщить, будет ли его жена жива. Преподобный отвечал, что жена будет жива и родит сына и, в свою очередь, просил князя молиться святому мученику Лонгину. Всё обошлось благополучно, а родившийся младенец Василий со временем стал великим князем Василием Васильевичем.
В благодарность за помощь князь Василий Дмитриевич пожертвовал Иакову крупную денежную сумму на постройку монастыря с храмом и вскоре на берегу Тёбзы возник новый православный монастырь, прозванный Железноборовским. В 1429 году, после нападения татар, обитель лежала в развалинах и преподобному Иакову пришлось заново возрождать монастырь. Преподобный вместе с братией построил церковь во имя святителя Николая и выкопал хозяйственные пруды. Вновь отстроенный монастырь стал жить по строгому уставу, взятому от монастыря Сергия Радонежского. В голодные годы на подворье кормилось множество нуждающихся бедняков.
Спустя много лет братия монастыря упросила святого Иакова принять игуменский сан. Будучи глубоким старцем, святой Иаков Железноборовский скончался в своём монастыре и был погребён в церкви Иоанна Предтечи.

## Почитание
Официальное церковное установление местной памяти Иакова Железноборовского произошло до 1628 года, а первый церковный придел, посвящённый памяти Иакова существовал уже в 1635 году (в Борисоглебской церкви города Галича). Известно около 50 случаев исцеления болящих у мощей святого Иакова Железноборовского, среди которых были бесноватый Нифонт и инок Феодосий, пролежавший расслабленным три года и выздоровевший только после того, как дал у мощей святого обещание не покидать обитель. С этими событиями связано написание специальной иконы святого Иакова с 15 клеймами, на которых были изображены наиболее известные исцеления (после закрытия монастыря в годы советской власти икона исчезла). Ранее праздновался день святого Иакова Железноборовского 1 декабря и было это посвящено обновлению икон святого.
Мощи преподобного Иакова были обретены нетленными 5 мая 1613 года. В настоящее время они почивают под спудом за левым клиросом соборной церкви монастыря.
Последние чудотворения были зафиксированы в начале двадцатых годов XX века, когда молебны у мощей святого служил иеромонах Иоасаф (Сазонов). Эти события послужили основанием ареста в 1924 году иеромонаха Иоасафа и обвинение его в совершении «обманных действий, используя религиозные предрассудки верующих масс».

## Гимнография

### Тропарь,глас 4
Небеснаго желая,/ земная возненавидел еси/ и, взем крест свой, последовал еси Христу/ и от Него прием дарования чудес,/ исцеляти недужныя;/ но, яко имея дерзновение ко Святей Троице,/ испроси православным Христианом здравие и спасение,/ на враги же победу/ и не забуди, посещая чад своих,/ припадающих к цельбоносному гробу твоему,// Иакове, преподобне отче наш.

### Кондак, глас 8
Сердечная очи, досточудне, ко Господу вперив/ и телесныя страсти из корене исторгая,/ неболезненную жизнь в болезнех восприял еси, преподобне,/ болезнем же лютым даеши исцеление просящим с верою у тебе,/ темже молим тя, досточудне,/ исцели наша болезни душевныя и телесныя, да зовем ти:/ радуйся, Иакове Богомудре, отче наш.

## Иконография
Наиболее распространенный иконографический извод Иакова Железноборовского — прямое поясное изображение святого в куколе с поднятой вверх благословляющей десницей. В левой руке он держит развернутый свиток с текстом: «Не скорбите убо братие…»

## Дни памяти
- 11/24 апреля — преставление.
- 5/18 мая — обретение мощей.
- 6/19 июля — в Соборе Радонежских святых.
- 23 января/5 февраля — в Соборе Костромских святых.